# 411vm 13
411vm 13 je trinajsta številka 411 video revije in je izšla julija 1995.

## Vsebina številke in glasbena podlaga
Glasbena podlaga je navedena v oklepajih.
- Chaos (Illrepute - Dat Marley song)
- Transitions (Ben Harper - Ground on down)
- Switchstance (Combine - Ephidrene)
- Profiles Barker Barrett, Jason Ellis (Butthole surfers - P.S.Y., Howie B. INC - Head west)
- Wheels of fortune Bobby Puleo, Jesse McMillin, Zach Hudson (DJ Krush - Dig this vibe, Alyasha - Waterwalker, Alyasha - Sitarmadilloblues)
- Contests X games, Munster rolkarsko tekmovanje, Radlands rolkarsko tekmovanje (Bracket - P.C., Bracket - Closed caption, The Ramones - I don't want to grow up, The Ramones - Have a nice day)
- Rookies Harold Hunter, Geoff Rowley (Mobb deep - Cradle to the grave, The specials - Rat race)
- Metrospective Filadelfija (Guru - Respect the architect)
- Road trip Shaft, Giant (Tha alkaholiks - All the way live, The obvious - Detached)
- Fine tuning Ron Allen

Glasba v zaslugah je Bad religion - Atomic garden.